# Еладія Бласкес
Ела́дія Бла́скес (ісп. Eladia Blázquez, 24 лютого 1931 року, Херлі — 31 серпня 2005 року, Буенос-Айрес) — аргентинська співачка, композиторка, музикантка (фортепіано, гітара) та письменниця.

## Життєпис
Народилася в бідній родині іспанських іммігрантів (мати з Гранади, батько з Саламанки) в Аргентині, в передмісті Буенос-Айреса. У 1970 році записала першу платівку танго. Боролася проти мачо-духу, що панував у жанрі танго.
Бласкес написала дві книги: Mi ciudad y mi gente та Buenos Aires cotidiana, а також твори для аргентинських фольклорних музикантів Рамони Галарси та гурту Los Fronterizos.
1988 року отримала звання почесної громадянки міста Авельянеда, а у 1992 році стала почесною громадянкою Буенос-Айреса.
«Критики» танго критикували Еладію за «нерегулярність» у своїх композиціях із танго.
Бласкес творила у різних стилях: іспанська традиційна музика, південноамериканська мелодійна музика, фольклорна музика і, звичайно, танго та балада.
Найвідоміші твори Бласкес: 
- El corazón al sur,
- Sueño de barrilete,
- Mi ciudad y mi gente,
- Honrar la vida,
- Que vengan los bomberos,
- Bien nosotros,
- A un semejante,
- Viejo Tortoni,
- Con las alas del alma,
- Si Buenos Aires no fuera así,
- Somos como somos,
- Sin piel,
- Prohibido prohibir,
- Si somos gente y Convencernos.

Бласкес отримала премію Преміо Конекс у 1995 та 2005 роках, як найкращий
автор та композитор танго десятиліття в Аргентині.
Еладія Бласкес померла 31 серпня 2005 року у Буенос-Айресі від раку. Похована на цвинтарі Ла-Чакаріта.

## Дискографія
- Buenos Aires y yo (RCA Victor, 1970)
- Yo la escribo y yo la vendo (Azur, 1973)
- Somos o no somos? (Phono Musical Argentina, S. A., 1974)
- Si te viera Garay (EMI Odeón, 1980)
- Honrar la vida (EMI Odeón, 1980)
- Eladia (EMI Odeón, 1981)
- Eladia de Buenos Aires (EMI Odeón, 1986)
- Retratos sonoros
- Mercado (1992)
- Con las alas del alma (Distribuidora Belgrano Norte, 1995)
- La mirada (Distribuidora Belgrano Norte, 1998)
- Grandes Éxitos (EMI Odeón, 2004)
- Eladia Blázquez (EMI Odeón, Página/12, 2005)